# Chindaswinth

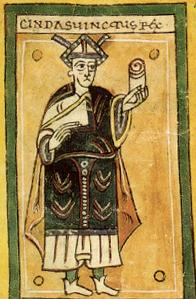
Darstellung Chindaswinths in der Crónica Albeldense

Chindaswinth (Flavius Chindasvindus Rex; * um 563; † 30. September 653), auch Chindasuinth, war König der Westgoten von 642 bis 653.

## Erhebung
Chindaswinth kam durch einen Staatsstreich gegen seinen Vorgänger Tulga an die Macht. Dabei war sein hohes Alter von rund achtzig Jahren offenbar kein Hindernis. Er wurde von einer Adelspartei, der Tulgas Politik missfiel, am 17. April 642 in Pampilica (wohl das heutige Pampliega in der Provinz Burgos) zum König erhoben und am 30. April durch einen formellen Akt (wahrscheinlich in Toledo) ins Königsamt eingeführt. Tulga wurde in ein Kloster gesteckt.

## Kampf gegen den Adel
Chindaswinths Regierung war von seinem mit außerordentlicher Härte geführten Kampf gegen einen großen Teil des Adels geprägt. Kein anderer König des Westgotenreichs ist auf so systematische Weise gegen den Adel vorgegangen. Nach Angaben des fränkischen Chronisten Pseudo-Fredegar fielen dem Terror 200 Angehörige des Hochadels und 500 Adlige mittleren Ranges zum Opfer. Die Frauen und Töchter der Hingerichteten verteilte Chindaswinth an seine Anhänger; ihre Besitzungen wurden konfisziert und zum Teil ebenfalls verteilt. Dabei ging es ihm darum, Rebellionen wie diejenige, die ihn selbst an die Macht gebracht hatte, künftig zu verhindern und jeden Widerstand im Keim zu ersticken. Darüber hinaus strebte er eine fundamentale Umgestaltung der Führungsschicht an; diese sollte künftig vorwiegend aus Gefolgsleuten des Königs bestehen, die ihm Dank schuldeten und ihm durch einen besonderen Treueid verbunden waren. Beabsichtigt war also eine weitgehende Ersetzung des bisherigen selbständigen Adels durch einen Hofadel (Dienstadel, officium palatinum). Viele Vornehme flohen ins Ausland, andere traten in den geistlichen Stand ein. Die Konfiskationen erschütterten die Wirtschaft schwer. Diese Auseinandersetzungen reihen sich in die wiederholten Versuche der vergleichsweise oft wechselnden westgotischen Königsgeschlechter ein, eine Erbmonarchie zu installieren.
Die Gesetze, die Chindaswinth erließ, vermitteln einen Eindruck von seiner Vorgehensweise und seinen Zielen. Nicht nur für staatsfeindliche Umtriebe wurde die Todesstrafe und Güterkonfiskation vorgesehen, sondern schon die bloße Äußerung königsfeindlicher Absichten war strafbar; Planung wurde wie die Tat selbst eingestuft. Im Fall der Begnadigung eines zum Tod Verurteilten war Blendung zwingend vorgeschrieben. Vornehme und Kleriker mussten sich eidlich verpflichten, sich auch nach Chindaswinths Tod an seine Gesetzgebung zu halten und Staatsfeinde niemals zu amnestieren. Schenkungen an die Kirche oder an Freunde oder Angehörige in der Absicht, den Besitz vor einer möglichen künftigen Konfiskation zu schützen, wurden für ungültig erklärt. Der König ergriff aber auch harte Maßnahmen gegen Denunzianten, die wissentlich falsche Beschuldigungen erhoben.

## Kirchenpolitik
In seiner Kirchenpolitik trachtete Chindaswinth danach, die Bistümer in die Reichsverwaltung einzubeziehen, insbesondere ins Justizwesen. Diese Tendenz hatte sich im Westgotenreich schon vor seiner Regierung gezeigt und wurde nun verstärkt, wobei oströmische Verhältnisse als Vorbild dienten. Das 7. Konzil von Toledo (646) stellte sich in den Dienst der Politik Chindaswinths und übernahm seine Bestimmungen gegen Staatsfeinde sinngemäß ins Kirchenrecht. Verschwörern wurde die Exkommunikation angedroht; wenn sie Geistliche waren, sollten sie ihrer kirchlichen Ämter enthoben werden. Schon eine gegen den König gerichtete üble Nachrede sollte mit Exkommunikation geahndet werden. Dem König wurde das Recht zugestanden, Exkommunikationen, die in seinem Interesse erfolgt waren, nach Gutdünken aufzuheben (eine im Mittelalter einzigartige Vollmacht des Herrschers im geistlichen Bereich). Ein Brief Chindaswinths an den Bischof Braulio von Saragossa zeigt die Auffassung des Königs von der religiösen Funktion des Herrscheramts. Chindaswinth setzte in seiner Argumentation voraus, dass seine Beschlüsse ihm unmittelbar von Gott eingegeben wurden. Damit erhob er den Anspruch, den Willen Gottes besser zu kennen als der Bischof, dem er daher Gehorsam befahl. Auf der Basis dieser Sakralisierung des Königtums nahm Chindaswinth für sich das Recht in Anspruch, massiv in die kirchliche Personalpolitik einzugreifen.

## Tod und Nachkommen
Die Festigung der Königsmacht war für Chindaswinth mit seinem Ziel der Dynastiegründung verbunden. Um die Nachfolge seines Sohnes Rekkeswinth gegen das Wahlrecht zu sichern, erhob er ihn am 20. Januar 649 zum Mitherrscher und übertrug ihm wohl im Lauf der folgenden Jahre zunehmend die Regierungsgeschäfte, da er sich schon dem neunzigsten Lebensjahr näherte. Die Thronfolgeregelung funktionierte, doch musste schon kurz nach Chindaswinths Tod (653) auf dem 8. Konzil von Toledo ein Teil seiner Repressionsmaßnahmen rückgängig gemacht werden. Die Konzilsakten lassen die Intensität der Konflikte erkennen. Der Metropolit Eugenius II. von Toledo machte in einem Schmähgedicht seinem Hass auf den verstorbenen Chindaswinth (dem er sein Amt verdankte) Luft.
Chindaswinth gab einem Flüchtling aus dem Oströmischen Reich namens Ardabastus seine consubrina (Cousine oder – wahrscheinlicher – Nichte) zur Frau; ein Sohn dieses Paares namens Erwig erlangte im Jahre 680 die Königswürde. Außerdem hatte Chindaswinth einen Sohn namens Theodefred, dessen Sohn Roderich 710 König der Westgoten wurde und im folgenden Jahr im Kampf gegen die Muslime fiel.